# Samsung Galaxy J5 (2017)
O Samsung Galaxy J5 (2017) é um smartphone Android de gama média a baixa fabricado pela Samsung, que faz parte da série Galaxy J.

## Especificações

### Hardware
O telemóvel é alimentado pelo Exynos 7870 Octa, um processador 1.6 Octa Core GHz, GPU Mali-T830 MP1 e 2 GB RAM com 16 GB de armazenamento interno e uma bateria de 3000 mAh. Outra versão do telemóvel, o Galaxy J5 Pro, foi lançada para o mercado malaio com 3GB de RAM e 32GB de armazenamento interno, enquanto as outras especificações são as mesmas. Existe a opção de expandir a capacidade de armazenamento, até 256GB com um cartão MicroSD. A introdução do sensor de impressões digitais e do Samsung Pay (modelos selecionados) foi também uma novidade na série J de smartphones de gama média baixa da Samsung. O Galaxy J5 também possui capacidade de rede Wi-Fi 802.11 a/b/g/n/ac de banda dupla, permitindo-lhe ligar-se a redes de 2,4 GHz e 5 GHz para um acesso rápido à Internet. Também uma novidade para a série J5 (não convencional) é a construção em metal, que confere ao telemóvel um toque premium.

### Ecrã

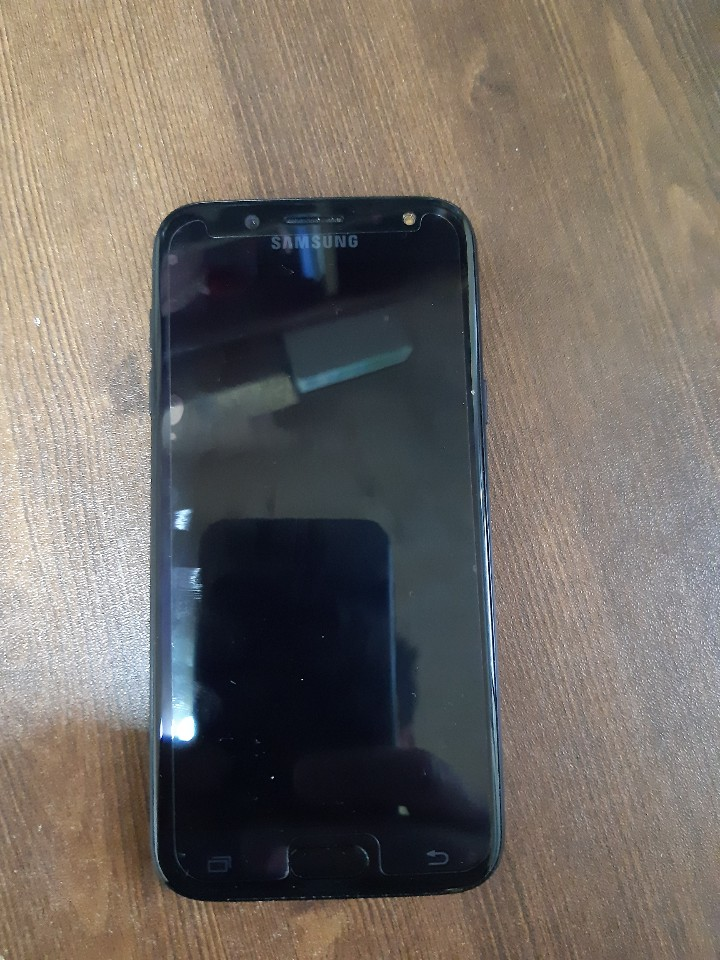
Modelo da cor preta

O Samsung Galaxy J5 (2017) tem um ecrã SUPER AMOLED 720x1280 (proporção 16;9, densidade de 282 PPI) com um ecrã de 5,2 polegadas (proporção ecrã-corpo de 71,5%).

### Software
Este telemóvel vem com Android 7.0. Ele suporta 4G VoLTE com dual SIM habilitado 4G. Também é compatível com o Samsung Knox. Juntamente com outros telefones, incluindo o Samsung Galaxy S8, Note 8, A7 (2017), J7 (2017), J7 (2017), J3 (2017), S7, S6 e Note 5, espera-se que obtenha o Android 8.0 Oreo em 2018. A partir de agosto de 2018, o Android 8.1 Oreo está disponível na Polónia (para o SM-J530F). O Android 9 Pie com One UI 1.1 está disponível a partir de setembro de 2019.